# Stuivezand (historisch)
Stuivezand is een voormalig eiland met gelijknamig dorp ten zuiden van Baarland midden in de huidige Westerschelde.
De eerste indijking gebeurde in 1371 door graaf Willem V. In de opvolgende jaren werden meer stukken land ingepolderd en ontstond er op het eiland een gemeenschap met al voor 1406 een eigen kerk. Het eiland groeide uit tot 400 ha.
In de vijftiende eeuw kwam het eiland behoorlijk onder druk te staan door overstromingen, en in de periode 1425-1475 verdween de helft van het eiland. In 1478 kwam ook de oorspronkelijke "oude polder" weer onder water te staan, met uitzondering van de kerk. Na langdurige onenigheid werd de polder met het dorp, de "kerkpolder", in 1508 herdijkt, gefinancierd door investeerders uit Mechelen. De grootste bedreiging voor het eiland vormde toen een stroomgeul "Dierick" ten noorden van het eiland. In 1522 werd besloten die geul af te dammen. Zo ontstond rond 1525 tussen Stuivezand en Baarland een polder, en werd Stuivezand een schiereiland. Achtereenvolgens de Sint-Felixvloed (1530), de Allerheiligenvloed (1532), de Sint-Pontiaansvloed (1552) en de Allerheiligenvloed (1570) lieten het eiland echter overstromen. De bewoners verlieten het, en begin zeventiende eeuw verdween het eiland definitief.